# Differentieerbaarheid

Een differentieerbare functie

Binnen de tegenwoordige wiskunde is differentieerbaarheid een van de grondbegrippen, met name binnen de analyse. Ruwweg noemt men een functie differentieerbaar als ze een afgeleide heeft. De term afleidbaar is een synoniem. Een van de grondleggers van dit begrip, dat ook veel wordt toegepast in de natuurkunde, is Isaac Newton.

## Differentieerbaar in een punt
Een functie {\displaystyle f} met als domein {\displaystyle D} heet differentieerbaar in een punt {\displaystyle x\in D} als de volgende limiet bestaat: 
{\displaystyle \lim _{\Delta x\to 0}{\frac {f(x+\Delta x)-f(x)}{\Delta x}}}
Deze limiet wordt de afgeleide waarde van {\displaystyle f} in {\displaystyle x} genoemd.
Meestal zal {\displaystyle D} een deelverzameling van de reële getallen {\displaystyle \mathbb {R} } zijn. Het quotiënt en de limiet blijven echter hun betekenis houden in (delen van) de complexe getallen {\displaystyle \mathbb {C} }; in dat geval heet de functie complex differentieerbaar als de limiet bestaat.
Als {\displaystyle f} differentieerbaar is in {\displaystyle x}, is {\displaystyle f} automatisch ook continu in {\displaystyle x}.

## Differentieerbare functie
Een functie {\displaystyle f} die in ieder punt {\displaystyle x\in D} differentieerbaar is, heet een differentieerbare functie. De functie die in ieder punt {\displaystyle x\in D} de afgeleide waarde van {\displaystyle x} als functiewaarde heeft, heet de afgeleide functie {\displaystyle f'} van {\displaystyle f}. Een functie die complex differentieerbaar is in een open verzameling {\displaystyle D\subset \mathbb {C} }, wordt ook wel complex analytisch of holomorf genoemd. Complex differentieerbare functies zijn het centrale studieobject van de functietheorie.

## Voorbeelden
De functie {\displaystyle f\colon x\mapsto |x|} met domein {\displaystyle \mathbb {R} } is niet (overal) differentieerbaar, want de afgeleide in {\displaystyle x=0} bestaat niet.
De functie {\displaystyle g:x\mapsto x^{2}} met domein {\displaystyle \mathbb {R} } is wel differentieerbaar. De afgeleide functie is {\displaystyle g'(x)=2x}.

## Meer dimensies
Het begrip differentieerbaarheid kan worden gegeneraliseerd tot meerdimensionale functies van meer dan één veranderlijke
{\displaystyle f:D\subset \mathbb {R} ^{m}\to \mathbb {R} ^{n}}

### Meerdimensionale functies
De uitbreiding voor {\displaystyle n>1} (vectorwaardige functies) is niet zo moeilijk, omdat de limiet uit bovenstaande definitie ook nog gedefinieerd is voor vectoren in {\displaystyle \mathbb {R} ^{n}}. De functie {\displaystyle f} kan geschreven worden in termen van componentfuncties
{\displaystyle f(x)={\big (}f_{1}(x),\ldots ,f_{n}(x){\big )}}
en {\displaystyle f} is differentieerbaar dan en slechts dan als elke {\displaystyle f_{i}} afzonderlijk differentieerbaar is.

### Meer dan één veranderlijke
De uitbreiding voor {\displaystyle m>1}, functies van meer veranderlijken, ligt minder voor de hand, omdat het niet duidelijk is wat de limieten betekenen.
Een gedeeltelijke uitbreiding levert het begrip partiële differentieerbaarheid. De functie van meer veranderlijken {\displaystyle f(x_{1},\ldots ,x_{m})} heet in het punt {\displaystyle x_{0}=(x_{01},\ldots ,x_{0m})} partieel differentieerbaar naar de {\displaystyle i}-de veranderlijke {\displaystyle x_{i}}, als de functie
{\displaystyle g_{i}(t)=f(x_{01},\ldots ,x_{0(i-1)},t,x_{0(i+1)}\ldots ,x_{0m})}
(gewoon) differentieerbaar is in {\displaystyle x_{0i}}. Merk op dat elke {\displaystyle g_{i}} een functie is van {\displaystyle \mathbb {R} } naar {\displaystyle \mathbb {R} }. De gewone afgeleide van deze functie van één veranderlijke heet partiële afgeleide van {\displaystyle f} naar de {\displaystyle i}-de veranderlijke, genoteerd als
{\displaystyle {\partial f \over \partial x_{i}}(x_{01},\ldots ,x_{0(i-1)},x_{0i},x_{0(i+1)}\ldots ,x_{0m})=g'_{i}(x_{0i})}
Het bestaan van partiële afgeleiden in alle {\displaystyle m} veranderlijken tegelijk is een zwakke eigenschap, en is bijvoorbeeld nog niet voldoende om continuïteit te garanderen. Daarom wordt meestal de volgende, engere definitie gehanteerd.
De functie {\displaystyle f(x_{1},\ldots ,x_{m})} heet totaal differentieerbaar in een punt {\displaystyle x_{0}\in \mathbb {R} ^{m}}, als er een lineaire afbeelding
{\displaystyle A\colon \mathbb {R} ^{m}\to \mathbb {R} ^{n}},
bestaat met de eigenschap:
{\displaystyle \lim _{\|\Delta x\|\to 0}{\frac {\|f(x+\Delta x)-f(x)-A(\Delta x)\|}{\|\Delta x\|}}=0}
Daarin stelt {\displaystyle \|\cdot \|} de bekende euclidische norm voor. Verder is {\displaystyle \Delta x} een vector in {\displaystyle \mathbb {R} ^{m}}, waarvan in de limiet de norm willekeurig klein gemaakt wordt.
De lineaire afbeelding {\displaystyle A} heet de (totale) afgeleide van {\displaystyle f} in de vector {\displaystyle x}. In het geval {\displaystyle m=1} is de lineaire afbeelding de vermenigvuldiging met het getal {\displaystyle f'(x)}.
Als {\displaystyle f} totaal differentieerbaar is in {\displaystyle x_{0},} is ze ook continu in {\displaystyle x_{0}} én partieel differentieerbaar in elk van de {\displaystyle m} veranderlijken afzonderlijk. De lineaire afbeelding {\displaystyle A} kan worden voorgesteld door een matrix, de jacobi-matrix {\displaystyle J(f)}, met als elementen de verschillende partiële afgeleiden van {\displaystyle f} in {\displaystyle x_{0}}:
{\displaystyle J(f)={\frac {\partial (f_{1},\ldots ,f_{n})}{\partial (x_{1},\ldots ,x_{m})}}={\begin{bmatrix}{\frac {\partial f_{1}}{\partial x_{1}}}&{\frac {\partial f_{1}}{\partial x_{2}}}&\cdots &{\frac {\partial f_{1}}{\partial x_{m}}}\\{\frac {\partial f_{2}}{\partial x_{1}}}&{\frac {\partial f_{2}}{\partial x_{2}}}&\cdots &{\frac {\partial f_{2}}{\partial x_{m}}}\\\vdots &\vdots &\ddots &\vdots \\{\frac {\partial f_{n}}{\partial x_{1}}}&{\frac {\partial f_{n}}{\partial x_{2}}}&\cdots &{\frac {\partial f_{n}}{\partial x_{m}}}\end{bmatrix}}},
Waarin alle elementen in het punt {\displaystyle x_{0}} geëvalueerd moeten worden:
{\displaystyle J(f)_{ij}={\partial f_{i} \over \partial x_{j}}(x_{0})}
Merk op dat voor "gewone" functies op de reële getallen totaal differentieerbaar hetzelfde is  als differentieerbaar.